# Giorgio Pagano
Giorgio Pagano (La Spezia, 18 agosto 1954) è un politico italiano, sindaco di La Spezia dal 1997 al 2007. Terminati i due mandati da sindaco si è dedicato alla cooperazione internazionale, all'impegno associativo e alla riflessione storica.

## Biografia
Dopo aver frequentato il Liceo Classico "L. Costa" della Spezia e conseguito la laurea in filosofia, è diventato funzionario del Partito Comunista Italiano. 
È stato l'ultimo segretario della Federazione provinciale della Spezia del PCI e il primo del Partito Democratico della Sinistra. Successivamente, è stato assessore alla qualificazione del sistema urbano con il sindaco della Spezia Lucio Rosaia (1993-1997).
Dal 1997 al 2007 è stato sindaco della Spezia. Il primo mandato è iniziato alle elezioni comunali del 26 novembre 1997, quando, con il 56,4% dei voti, è stato eletto al primo turno come esponente di una coalizione di centro-sinistra. Dopo le elezioni amministrative del 27 e 28 maggio 2002 è stato confermato alla carica, ottenendo il 59,1% dei suffragi al primo turno. Durante i suoi mandati vengono varati i due Piani strategici della città e tale iniziativa gli vale la elezione a presidente della Rete delle Città Strategiche. 
Finito il suo secondo mandato da sindaco, prosegue l'impegno nella cooperazione con i Paesi in via di sviluppo nel frattempo assunto presso l'Associazione Nazionale Comuni Italiani, rinunciando a nuovi e diversi incarichi politici. Ha seguito, per il Comune della Spezia, un progetto di cooperazione decentrata a Jenin: come sindaco dal 2005 al 2007, come volontario dal 2007 in poi. Da sindaco ha organizzato, alla Spezia, la Conferenza europea per la pace in Medio Oriente (2007) e si è impegnato per il gemellaggio tra La Spezia e Jenin e tra La Spezia e Haifa in vista di un auspicabile gemellaggio tra tutte e tre le città. Ha collaborato, dal 2008 al 2010, con l'Unione europea per il Piano strategico della città di Betlemme (Progetto Stream Cities).
Dal 2008 al 2009 ha seguito per ANCI il progetto Municipi senza Frontiere e il progetto connesso delle Nazioni Unite e della Regione Toscana Euro African Partnership for Decentralised Governance. Da queste esperienze è nata, nel 2010, l'Associazione Funzionari senza Frontiere, che si occupa di sostegno al decentramento amministrativo in Africa, di cui è presidente. È stato inoltre presidente, dalla fondazione nel 2012 al 2015,  dell'associazione Januaforum, formata da persone che si occupano di cooperazione con i Paesi in via di sviluppo e di relazioni internazionali in Liguria. Attualmente fa parte del Consiglio Direttivo. 
Ha proseguito il suo impegno nella Rete delle Città Strategiche, di cui è stato segretario generale dal 2009 al 2014. Ha collaborato alla redazione di diversi Piani strategici di città e aree vaste italiane.
Dal 2008 presiede alla Spezia l'Associazione Culturale Mediterraneo; dal 2010 è copresidente, in rappresentanza dell'ANPI, del Comitato Provinciale Unitario della Resistenza; dal 2023 è co-portavoce della Rete spezzina Pace e Disarmo.
È stato opinionista di varie testate giornalistiche; attualmente scrive per Patria Indipendente, Critica Sociale, Critica Marxista e per il quotidiano online Città della Spezia. Suoi articoli e contributi sono pubblicati sui siti www.associazioneculturalemediterraneo.com e www.funzionarisenzafrontiere.org
È fotografo: ha partecipato a molte mostre collettive; la sua prima mostra personale, "Sixty", è del 2014, a cui sono seguite "Sao Tomé e Principe - Diario do centro do mundo" (2016), "La forma dell'acqua" (2018), “Arte, storia e natura nelle terre di Varese” (2022) e “Arte, storia e natura nelle terre del Gottero” (2023).
Nel 2015 raccoglie l'appello della Comunità di San Torpete e di alcuni intellettuali della sinistra ligure a candidarsi come Presidente della Regione Liguria. Accetta a patto di riuscire a dar vita a una "coalizione civile, sociale e popolare", ma rinuncia quando verifica che non ne esistono le condizioni politiche. Subito dopo parte per una missione già programmata in Africa, a São Tomé e Príncipe, dove lavora per oltre un anno, per conto dell'Unione europea, alla redazione del Piano di Sviluppo Integrato Sostenibile ed Inclusivo (un Piano strategico partecipato) del Distretto di Lembà.
Da questa esperienza sono nati il libro e la mostra fotografica "Sao Tomé e Principe - Diario do centro do mundo".
Dal 2018 al 2020 ha collaborato con Water Right Foundation e Euro-African Partnership a progetti di cooperazione internazionale in Africa e in Palestina.

## Pubblicazioni
- Nel 2002 ha pubblicato l'intervista con Arrigo Petacco La Spezia una città ritrovata (Sagep);
- Nel 2007 l'intervista con Maurizio Mannoni Orgoglio di città (De Ferrari);
- Nel 2010 la conversazione con Daniela Brancati La sinistra, la capra e il violino, con prefazione di don Andrea Gallo (Cinque Terre);
- Nel 2012 il volume Ripartiamo dalla polis, con prefazione di Roberto Speciale (Cinque Terre);
- Nel 2014 il volume Non come tutti, con prefazione di Piero Bevilacqua (Cinque Terre);
- Nel 2015 il volume Eppur bisogna ardir - La Spezia partigiana 1943-1945, con prefazione di Donatella Alfonso (Cinque Terre);
- Nel 2016 il volume Sao Tomé e Principe - Diario do centro do mundo, con prefazione di Gian Paolo Calchi Novati e contributo di Mario Giro (Cinque Terre);
- Nel 2017, con Maria Cristina Mirabello, il volume Sebben che siamo donne. Resistenza al femminile in IV Zona Operativa, tra La Spezia e Lunigiana, con prefazione di Lidia Menapace (Cinque Terre);
- Nel 2019, con Maria Cristina Mirabello, il primo volume di Un mondo nuovo, una speranza appena nata. Gli anni Sessanta alla Spezia ed in provincia, Dai moti del 1960 al Maggio 1968, con prefazioni di Paolo Pezzino e Monica Maffioli (Cinque Terre);
- Nel 2020 l'e-book Africa e Covid-19. Storie da un continente in bilico (Castelvecchi);
- Nel 2021, con Maria Cristina Mirabello, il secondo volume di Un mondo nuovo, una speranza appena nata. Gli anni Sessanta alla Spezia ed in provincia, Dalla Primavera di Praga all'Autunno caldo (Cinque Terre).
- Nel 2023 ha curato il volume di Dino Grassi Io sono un operaio. Storia di un maestro d’ascia diventato sindacalista (ETS Edizioni);
- Nel 2024 ha pubblicato, sul sito dell'Associazione Culturale Mediterraneo, il Dizionario online della Resistenza spezzina e lunigianese
- Nel 2024 ha curato il volume Tra utopia e realismo. Appunti sul Sessantotto, con testi di Giorgio Pagano, Marcello Flores, Luisa Passerini, Chiara Dogliotti, Giovanni Gozzini, Alessandro Santagata, Alfonso Maurizio Iacono, Massimo Cappitti, Luca Basile, Marcello Montanari, Guido Viale (ETS Edizioni).

## Articoli e contributi
Cambiare la vita o conquistare il potere?, MicroMega, 31 agosto 2018;
Un’utopia per realisti attuare l’Agenda ONU 2030 nelle città e nei territori, MicroMega, 8 settembre 2018;
Distruzione della natura e conversione ecologica, MicroMega, 10 agosto 2020;
A 150 anni dalla Comune di Parigi: una parabola per il futuro, MicroMega, 18 marzo 2021;
Commemorazione di Piero Borrotzu – Sesta Godano, www.associazioneculturalemediterraneo.com, 17 giugno 2021;
100 anni+1… La vita e la storia del comandante Facio, www.associazioneculturalemediterraneo.com, 17 agosto 2021;
Piano Solo, quando si cominciò a perdere il senso dello Stato, MicroMega, 17 settembre 2021;
Il Piano Solo e la strategia della tensione: botta e risposta tra Mario Segni e Giorgio Pagano, MicroMega, 22 ottobre 2021;
Don Sandro Lagomarsini, un saggio scomodo, Ameglia Informa, dicembre 2021 e gennaio-marzo-aprile 2022;
Quei disertori del Reich nel vento del Nord, Patria Indipendente, 8 dicembre 2021;
Gramsci oltre Gramsci: il dibattito della sinistra nella seconda metà del Novecento, Critica Marxista, gennaio-febbraio 2022;
Pasolini, la Resistenza, il Sessantotto e la critica alla “religione delle merci”, Patria Indipendente, 5 marzo 2022;
Con gli Arditi del popolo dove il 1922 non piegò l’antifascismo, Patria Indipendente, 8 aprile 2022; 
Raccontatela per bene la nostra Resistenza, Patria Indipendente, 26 aprile 2022;
Angelo Bacigalupi, intelligenza e passione di un socialista massimalista, Lerici In, aprile-maggio-giugno 2022;
Gli anni Sessanta a Lerici, Lerici In, luglio-agosto-settembre-ottobre-novembre 2022;
In memoria di Enrico, l’ultimo buon tedesco, Patria Indipendente, 19 agosto 2022;
Ma a Parma e a Bari no pasaràn, Patria Indipendente, 9 settembre 2022;
La marcia su Roma e le ultime “isole” di resistenza, Patria Indipendente, 10 ottobre 2022; 
Gli anni Sessanta ad Ameglia, Ameglia Informa, novembre-dicembre 2022-gennaio-febbraio 2023;
La brigata garibaldina Ugo Muccini. Racconto sui partigiani e le partigiane della Val di Magra, www.associazioneculturalemediterraneo.com, 18 novembre 2022;
Le origini del fascismo e dell'antifascismo a Lerici, Lerici In, dicembre 2022-gennaio-febbraio-marzo, aprile , maggio e giugno 2023;
Palestina dimenticata, Patria Indipendente, 2 gennaio 2023
1923, la strage squadrista del fascismo di governo, Patria Indipendente, 22 gennaio 2023;
Il “buco nero” del Sahel, Critica Sociale, marzo-aprile 2023;
Gli scioperi del marzo-aprile 1943, come il malcontento divenne politico, Patria Indipendente, 20 marzo 2023;
Cisgiordania, l’altro Israele faccia sentire la sua voce, Critica Sociale, maggio-giugno 2023;
In quei quarantacinque giorni di Badoglio cominciò il riscatto. E partì dal basso, Patria Indipendente, 20 agosto 2023;
Il Niger, l’Africa, l’Occidente. Una lezione al paternalismo francese, Critica Sociale, settembre-ottobre 2023;
A ottant’anni dall’8 settembre 1943, Città della Spezia, 3-10-17 e 24 settembre 2023;
Un unico sopravvissuto all’affondamento della corazzata Roma, Patria Indipendente, 12 settembre 2023;
Dall’Operazione Speedwell al Battaglione Internazionale, Patria Indipendente, 21 settembre 2023;
Autunno 1943. La nascita del CLN e la tipografia clandestina, Città della Spezia, 22 ottobre 2023;
Autunno 1943. L’arrivo di Piero Borrotzu e di Gordon Lett, le bombe e gli attentati a Vezzano e a Sarzana, Città della Spezia, 30 ottobre 2023;
I 52 giorni eroici dei militari italiani antifascisti a Lero, Patria Indipendente, 16 novembre 2023;
Una conferenza di ri-nascita per ebrei e palestinesi, Critica Sociale, gennaio-febbraio 2024;
“Vogliamo più pane, vogliamo più grassi”. Gennaio 1944, gli operai in sciopero contro la fame, Città della Spezia, 14 gennaio 2024;
Eros, un sovversivo spezzino a New York, Città della Spezia, 21 gennaio 2024;
Il Piano Mattei contenitore indistinto, Critica Sociale, marzo-aprile 2024;
Gli scioperi del 1º marzo 1944, quando la Storia cambiò per sempre, Patria Indipendente, 1º marzo 2024;
Storie operaie del marzo 1944, Città della Spezia, 3 e 10 marzo 2024;
L’assalto al treno in Valmozzola, pietra miliare della Resistenza, Patria Indipendente, 14 marzo 2024;
Storie dei ragazzi del Monte Barca, Città della Spezia, 17 e 24 marzo 2024;
La Battaglia del Lago Santo. Tra storia e leggenda, Patria Indipendente, 29 marzo 2024;
Vita e morte del “Tenente Piero”, un cavaliere antico, Città della Spezia, 7 aprile 2024;
Rosolino Ferrari: il primo caduto della lotta di liberazione ha finalmente un nome, Città della Spezia, 7 aprile 2024;
Storia di Ottavio “Speza”, del “Diavolo Nero” e del rastrellamento di Mommio, Città della Spezia,  19 maggio 2024.